# ぼくはジェット機
『ぼくはジェット機』（ぼくはジェットき、原題：LITTLE JOHNNY JET, 公開：1953年4月18日）は、アメリカ合衆国の映画会社メトロ・ゴールドウィン・メイヤー (MGM) に所属していたアニメーターのテックス・アヴェリー作品のひとつ。アカデミー賞短編アニメ部門ノミネート作品。前年（1952年）に公開された『ボクはスポーツカー』の流れを汲む作品である。

## スタッフ
- 監督 テックス・アヴェリー
- 制作総括 フレッド・クインビー
- アニメーション制作 ウォルター・クリントン、グラント・シモンズ、マイケル・ラー、レイ・パターソン、ロバート・ベントレー
- 脚本 ヘック・アレン
- 背景 ジョン・ディドリック・ジョンソン
- 音楽 スコット・ブラッドリー

## 内容
主人公のジョンはレシプロ機のB-29。太平洋戦争で数々の戦功をあげた彼だったが、戦後本格的に実用化されたジェット機にとって代わられ、働き口を失ってしまう。妻の臨月が迫っているため、再就職先を探しているがはかばかしくない。かつて活躍した空軍に再志願するが、採用はジェット機のみで不採用となる。失意の中でコウノトリ型のヘリコプターが彼の家に運んできたのは父親そっくりな赤ちゃんだったが、プロペラが付いておらず、生まれながらに信じられないほどの速さで飛ぶジェット機（ベビージェット）だった。ジェット機ばかりがもてはやされる風潮に怒りを覚える時代遅れの父親は面白くないものの、おおらかな母親は愛情を持って育てる。ある日、空軍が主催する世界一周レースの募集記事を見て、ジェット機を見返してやろうと考えた父親が「ポンコツになってしまう」との妻の制止を振り切りこれに参加する。開始直前に会場の飛行場に現われた妻の乳母車からベビージェットが飛び出し、父親の機内に乗り込んだままレースがスタートする。他はすべてジェット機。老朽化していた父親はあっという間に取り残されたばかりか、プロペラが空中で外れ彼の機体は真っ逆さまに墜落していく。この危機を間一髪で救ったのが息子のベビージェットだった。高性能なベビージェットは父親を推進し、他の出場機をごぼう抜きにして世界を一周し、見事に優勝の栄誉に輝く。軍からのB-29一家に対する特典はベビージェット1万機の発注であった。「わが子」1万機はさすがに無理だという父親に対し、妻は手編みのベビー服（ベビージェットサイズ）を数珠繋ぎで次々と繰り出し、「大丈夫よ」と言うのであった。
太平洋戦争の勝利に貢献したB-29に対する敬意が感じられる作品である。

## 時代背景
この作品が制作された1953年には朝鮮戦争もほぼ決着しており、ソ連製ジェット戦闘機MiG-15による撃墜数が増加していたB-29は、徐々に旧式機と見なされ、主力から除外されていった。ただし主力を離れたとはいえ、B-29は実験機X-1の運搬など各種の支援任務に使用され、1960年6月21日までアメリカ空軍で運用された。
一方で民間ではB-29をベースにした旅客機ボーイング377がパンアメリカン航空などで運用されていており、当時は言わば最盛期であった。世界初のジェット旅客機デ・ハビランド DH.106 コメットは既に進空していたが、未だ普及に到っていなかった（翌年の1954年に連続墜落事故が発生）。
つまり、この作品は製作された当時の1953年ではなく、予想される近い将来を描いていることになる。実際にもその後、民間も含めて時代はジェット機へと推移していき、ボーイング377は「最後の大型プロペラ旅客機」と呼ばれるようになった。

## 登場するキャラクター
ジョン
太平洋戦争で米国の勝利に貢献した著名な戦略爆撃機B-29を擬人化したもの。名前は「ジョン」。本作品が公開された頃は朝鮮戦争も事実上終結。空軍の主力はジェット機が席巻し、ジョンのようなレシプロ機はすっかり時代遅れとなり活躍の場を失ってしまう。時代の変化を理解できず、若いものには負けまいとする性格。最初は面白くなく思っていた息子のベビージェットに一命を救われる。
なお作中のジョンの機体は座席や窓を備えており、実際はボーイング377、あるいはC-97の兵員輸送型、という事になる。
メリー
双発のレシプロ機。ジョンの妻。おおらかで優しい性格。活躍の場を失い傷心する夫をいたわり、愛情を持ってベビージェットを育てる。
ベビージェット
ジョンとメリーの間に生まれた子（ただし本当に出産した訳ではなく、コウノトリ型のヘリコプターが投下していった）。生まれながらに高性能。機体及び尾翼のデザインは歴戦で活躍した父親譲りである。昔気質の父親に最初は理解されなかったが、世界1周レース直前に父親の機に乗り込み、墜落寸前となった父親の一命を救ったばかりか、レースを優勝へ導いた孝行息子である。
元帥
ジョンの元上官で、老朽の4発レシプロ機。世界1周レースに出場するジョンと飛行場で再会するが、「老飛行機は飛ばず、ただ消え去るのみ」との寂しい言葉を残して幻のように消え去ってしまう。ダグラス・マッカーサー元帥をモチーフとしており、この台詞もマッカーサーの退任演説の有名な一節を引用したものである。また、マッカーサーのトレードマークでもあるコーンパイプをくわえ、側面には「BATAAN」と書かれている。

## 日本でのTV放映
TBS版（1964年（昭和39年）5月13日-1966年（昭和41年）2月23日）の『トムとジェリー』の短編に挟まれて放映されていた。順番で時折放映された。

## 関連の作品
- ボクはスポーツカー - テックス・アヴェリー作品。本作品と同様に世代交代の悲哀と、次代への期待が語られている作品である。